# 馬泰烏什·莫拉維茨基
馬泰烏什·雅各布·莫拉維茨基（發音：[maˈtɛuʂ ˈjakup mɔraˈvjɛt͡skʲi] ⓘ；1968年6月20日—），波兰历史学家、经济学家及政治人物，為第17任波兰总理。莫拉維茨基曾在前总理贝娅塔·席多政府中担任阁员。2017年12月11日起开始担任波兰总理；2023年12月11日，由於眾議院以266票对190票投票通過不信任案，使其看守至新總理唐納德·圖斯克于12月13日就职。